# Karim Bágeri
Karim Bágeri (perzsául: کريم باقری; Tebriz, 1974. február 20. –) iráni labdarúgó-középpályás.

## Pályafutása
Karim Bágeri Tebrizben született, pályafutását pedig a Tráktor Százi csapatában kezdte. 1996. augusztus 1-jén a Perszepolisz csapatához szerződött. Kétszer nyert a csapattal országos bajnokságot és kupát. 1997. augusztus 1-jén, egy évvel azután, hogy szerződést hosszabbított a klubbal, aláírt a német Arminia Bielefeldhez. 
Második szezonjában a német másodosztályban 22 mérkőzésen két gólt szerzett és feljutáshoz segítette csapatát. Ezt követően még egy szezont töltött a Bielefeldnél, majd hazatért a Perszepoliszhoz. 2000-ben rövid időt eltöltött kölcsönben az arab emírségekbeli An-Naszrnál. Ezt követően az angol Charlton Athletic játékosa lett. Bágeri, az első iráni játékos az angol élvonalban mindössze tizenöt percet kapott az egész szezonban.
2002-ben újra visszatért a Perszepoliszhoz. Ezt követően a csapat emblematikus alakjává vált, több mint kétszáz tétmérkőzésen viselte a klub mezét. A 2009-10-es szezonban csapata legeredményesebb játékosa volt. 2010. december 1-jén jelentette be visszavonulását.